# Bernard Makufi
Bernard Makufi (6 gennaio 1979) è un ex calciatore zambiano, di ruolo attaccante.

## Carriera

### Nazionale
Ha debuttato in Nazionale maggiore il 7 agosto 1999, in Zambia-Mozambico (1-1, 4-3 dcr). Ha messo a segno la sua prima rete con la maglia della Nazionale il 15 luglio 2000, in Zambia-Etiopia (2-0), siglando la rete del momentaneo 1-0 al 2º minuto di gioco. Ha partecipato, con la Nazionale, alla Coppa d'Africa 2000. Ha collezionato in totale, con la maglia della Nazionale, 9 presenze e una rete.